# Гапакс
Га́пакс, гапакс лего́менон (від грец. ἅπαξ λεγόμενον — «щось згадане один раз», латинська транслітерація hapax legomenon) — термін, уживаний у корпусній лінгвістиці щодо слів, які зустрічаються лише один раз як у письмовій пам'ятці, так і в працях якогось автора або в окремо взятому тексті. Іноді його уживають неправильно щодо слова, яке зустрічається кілька разів у тексті тільки одного автора. Щодо таких випадків доречніші інші терміни: «дис логоменон» (δις λεγόμενον, dis legomenon) — якщо слово зустрічається у тексті двічі; «трис легоменон» (τρις λεγόμενον, tris legomenon) — щодо слова, згаданого тричі, і «тетракіс легоменон» (τετράκις λεγόμενον, tetrakis legomenon) — якщо слово згадане чотири рази. Втім, ці терміни досить рідкісні.

## Значення
Гапакси у стародавніх текстах нелегко піддаються дешифруванню. Якщо слово зустрічається кілька разів у різних контекстах, це дає змогу досить точно визначити його семантику, чого не можна сказати про слово, згадане тільки раз, до того ж іноді без жодного контексту (наприклад, у переліку). Так, багато нерозшифрованих знаків майя є гапаксами, біблійні (зокрема, гебрейські) гапакси зумовлюють труднощі перекладу текстів.
Деякі науковці вважають гапакси корисними для визначення авторства творів. Так, П. Н. Геррісон (P. N. Harrison) своєю працею «Проблема Пастирських послань» (The Problem of the Pastoral Epistles), написаною у 1921 році, впровадив цей метод у біблійні дослідження. Він показав, що у трьох Пастирських посланнях апостола Павла (Перше та Друге до Тимофія, та Послання до Тита) зустрічається набагато більше гапаксів, ніж в інших його посланнях. Він стверджував, що кількість гапаксів в анонімному або спірному творі вказує на реєстр слів того чи іншого автора, допомагаючи встановити авторство.

## Приклади

### Арабська мова
- Власні імена: «Ірам» (Коран 89:7), «Бабіл» («Вавилон» — Коран 2:102), «Бакка» або «Баккат» («Бакка» — Коран 3:96), «Джибт» (Коран 4:51), «Рамад'ан» («Рамадан» — Коран 2:185), «ар-Рум» («Стародавній Рим» — Коран 30:2), «Таснім» (Коран 83:27), «Курейш» («Курейш» — Коран 106:1), «Маджус» («Маги» — Коран 22:17), «Марут» («Гарут і Марут» — Коран 2:102), «Макка» або «Маккат» («Мекка» — Коран 48:24), «Наср» (Коран 71:23), «Ду ан-Нун» (Коран 21:87), «Гарут» («Гарут і Марут» — Коран 2:102).
- زَنْجَبِيل («заньябіл») — «імбир» (Коран 76:17)
- Один з епітетів Аллаха — الصَّمَد («ас-самад» — «Один Моленний», «Один Благанний») також є гапаксом Корану

### Англійська мова
- Flother («сніжинка») — знайдене у рукопису, датованому близько 1275 р.
- Honorificabilitudinitatibus[en] — знайдене у творах Шекспіра
- Nortelrye («виховання») — знайдене у творах Дж. Чосера
- Sassigassity (можливе значення — «зухвалість») — згадане в оповіданні Ч. Дікенса «Різдвяна ялинка» (A Christmas Tree)
- Slæpwerigne (значення дискусійне: «сильно втомлений, сонний» чи «втомлений сном») — знайдене у давньоанглійському корпусі «Книга Ексетера[en]» (the Exeter Book)

### Грецька мова
- Грецький оригінал «Нового Заповіту» містить 686 гапаксів, які іноді зовуть «новозаповітними». 62 з них зустрічаються у «Першому посланні Петра» і 54 — у «Другому посланні Петра»
- Згідно з Клайдом Фарром, «Іліада» містить 1097 гапаксів, у той час як «Одисея» — 868.
- Παναώριος («дочасний», «передчасний») — приклад гапакса «Іліади» (24:540)

### Італійська мова
- Ramogna — зустрічається у «Божественній комедії» Данте (Чистилище XI, 25)
- Trasumanar — інший гапакс «Божественної комедії» (Рай I, 70). Перекладають його як «що проходить поза людиною, по той бік людини».
- Ultrafilosofia («поза філософією», «по той бік філософії») — зустрічається у «Міркуваннях» («Zibaldone») Джакомо Леопарді (Zibaldone 114—115 — 7 червня 1820 р.)

### Латинська мова
- Deproeliantis — дієприкметник дієслова deproelior («запекло б'юся», «яро борюся»). Зустрічається в одинадцятому рядку «Оди 1.9.» Горація
- Mactatu — форма відкладного відмінка однини слова mactatus («пожертвований», «нагороджений», «вбитий»). Зустрічається у поемі «Про природу речей» (De rerum natura) Лукреція
- Mnemosynus (можливо — «подарунок на пам'ять» чи «пам'ятна записка, нагадка») — зустрічається у 3 рядку 12-ї поеми Катулла
- Rhos («Русь») — зустрічається у «Бертинських аналах»
- Scortillum («повійка, маленька повія») — зустрічається у 3 рядку 10-ї поеми Катулла
- Terricrepo — прикметник, який, певно, стосується якогось прийому ораторського мистецтва. Зустрічається у 8 книзі «Сповіді» Августина.

### Старослов'янська і давньоруська мови
- Двд҃ва есть сколота («Давидова сколота», ймовірно, заколот, змова) — зустрічається тільки в «Повісті временних літ»[1].
- Орътъма («вид дорогого одягу») — зустрічається тільки в «Слові о полку Ігоревім».
- Харалужный — зустрічається тільки у «Слові о полку Ігоревім». Значення його точно не ясне.

## У культурі
- Американський режисер-авангардист Голліс Фремптон у 1971—1972 роках створив серію фільмів, присвячених цій темі.
- Слово отримало популярність у засобах масової інформації у 2015 році — після того як учасник британської телевікторини University Challenge Тед Лавдей ужив його у своїй відповіді на питання (правда, вимовивши його не зовсім правильно).
- Канал Vsauce на YouTube завантажив у вересні 2015 року відеоматеріал про закон Ципфа[2], де ведучий побіжно згадує слово «quizzaciously» — приклад гапаксу в англійській мові. Google у результатах пошуку дає єдиний приклад його уживання в Інтернеті. Незабаром це слово стало розділом сайту reddit[3], мемом[4], і навіть назвою пісні.